# Krigsdimma

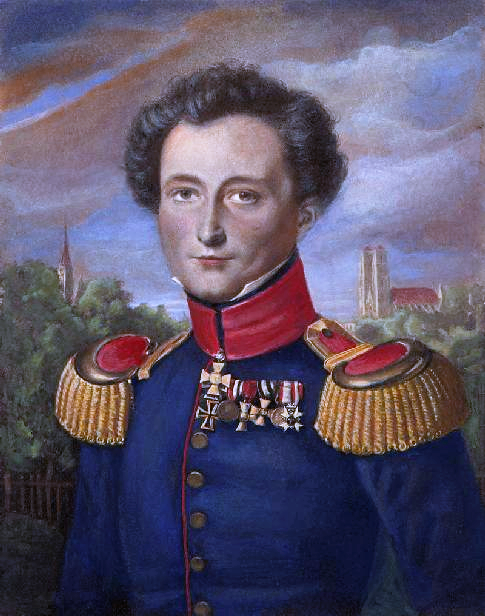
Carl von Clausewitz

Krigsdimma är den större eller mindre brist på fullständig information om fienden, terrängen, egna styrkor med mera som förekommer i varje militär operation. Krigsdimma omfattar både avsaknad av data och brist på förståelse för hur dessa data skall tolkas, till exempel vilka begränsningar en viss terräng medför. Begreppet på tyska Nebel des Krieges och engelska Fog of War myntades av militärteoretikern Carl von Clausewitz i hans bok Om kriget, utgiven 1832.
Krigsdimma förekommer på alla nivåer av krigföring, från den strategiska till den lägsta taktiska nivån även om den information som söks är olika på de olika nivåerna. På den strategiska nivån kan osäkerheten gälla fiendens avsikter, stridsvärde och gruppering i stort. På den taktiska nivån kan osäkerheten gälla fiendens styrka, gruppering i detalj och terrängens möjligheter.
Mycket av den tekniska utveckling som har skett under senare år syftar till att minska denna osäkerhet genom förbättrad spanings-, kommunikations- och ledningsteknik. Krigsdimman kan också minskas genom att militära chefer tränas i att fatta beslut även på begränsat underlag.

## Bakgrund
| ”                                                    | Der Krieg ist das Gebiet der Ungewißheit; drei Vierteile derjenigen Dinge, worauf das Handeln im Kriege gebaut wird, liegen im Nebel einer mehr oder weniger großen Ungewißheit. Her ist es also zuerst, wo ein feiner, durchdringender Verstand in Anspruch genommen wird, um mit dem Takte seines Urteils die Wahrheit herauszufühlen. | „ |
| – – Carl von Clausewitz: i boken Vom Kriege, sid. 23 | |   |

Översättning:
| ” | Krig är ett osäkert område, eftersom tre fjärdedelar av de ting som alla handlingar i krig bygger på ligger i en dimma av osäkerhet i större eller mindre utsträckning. Det viktigaste är att ha en bra och genomskådande blick för att komma fram till sanningen utifrån de val som redan gjorts. | „ |